# Міцнефет

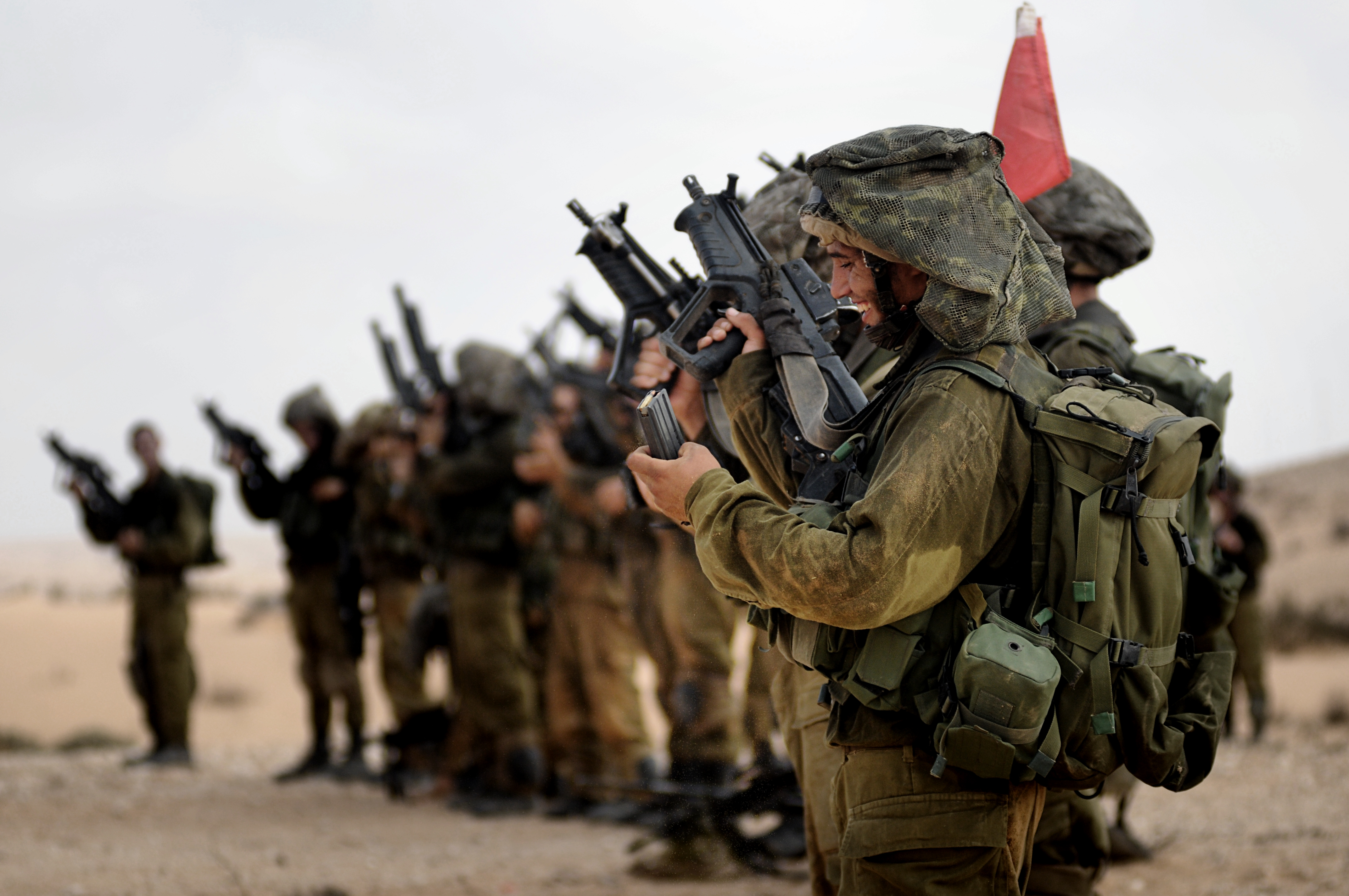
Бійці регулярної піхотної бригади Гіваті у касках із міцнефетом

Міцнефет (івр. מִצְנֶפֶת‏‎) — нашоломний чохол, який використовується в Армії оборони Ізраїлю. Це великий шматок спеціальної маскувальною сітки, який закріплюється на касці. Сильно «розмиває» силует голови бійця, особливо на тлі відкритої місцевості (як пустельній, так і лісовий). Крім того, маскує закріплене на касці додаткове обладнання. Дає додаткову тінь в спекотну погоду. Початково цей термін використовувався як назва головного убору юдейського первосвященника, який, очевидно, був тюрбаном (оскільки дослівний переклад слова «міцнефет» — «обгортка», «обгорнута»).